# 리오우르타도
리오우르타도(스페인어: Río Hurtado)는 칠레 코킴보 주 리마리 현의 코무나이다.